# لهوتیتسه (منطقه تربیچ)
لهوتیتسه (به چکی: Lhotice) یک منطقهٔ مسکونی در جمهوری چک است که در منطقه تربیچ واقع شده‌است.
 لهوتیتسه ۲٫۸ کیلومتر مربع مساحت و ۱۵۰ نفر جمعیت دارد و ۴۶۴ متر بالاتر از سطح دریا واقع شده‌است.